# Олівет (Канзас)
Олівет (англ. Olivet) — місто (англ. city) в США, в окрузі Осейдж штату Канзас. Населення — 73 особи (2020).

## Географія
Олівет розташований за координатами 38°28′51″ пн. ш. 95°45′8″ зх. д. / 38.48083° пн. ш. 95.75222° зх. д. (38.480809, -95.752345).  За даними Бюро перепису населення США в 2010 році місто мало площу 0,66 км², з яких 0,66 км² — суходіл та 0,00 км² — водойми.

## Демографія
Згідно з переписом 2010 року, у місті мешкало 67 осіб у 35 домогосподарствах у складі 23 родин. Густота населення становила 102 особи/км².  Було 45 помешкань (68/км²).
Расовий склад населення:
| - 89,6 % — білих - 4,5 % — азіатів |

До двох чи більше рас належало 6,0 %. Частка іспаномовних становила 1,5 % від усіх жителів.
За віковим діапазоном населення розподілялося таким чином: 13,4 % — особи молодші 18 років, 67,2 % — особи у віці 18—64 років, 19,4 % — особи у віці 65 років та старші. Медіана віку мешканця становила 56,8 року. На 100 осіб жіночої статі у місті припадало 109,4 чоловіків;  на 100 жінок у віці від 18 років та старших — 114,8 чоловіків також старших 18 років.
Середній дохід на одне домашнє господарство  становив 51 090 доларів США (медіана — 48 750), а середній дохід на одну сім'ю — 50 724 долари (медіана — 56 875). За межею бідності перебувало 10,7 % осіб, у тому числі 0,0 % дітей у віці до 18 років та 6,3 % осіб у віці 65 років та старших.
Цивільне працевлаштоване населення становило 26 осіб. Основні галузі зайнятості: освіта, охорона здоров'я та соціальна допомога — 30,8 %, будівництво — 19,2 %, транспорт — 11,5 %, роздрібна торгівля — 11,5 %.